# Puccinia araguata
Puccinia araguata ist eine Ständerpilzart aus der Ordnung der Rostpilze (Pucciniales). Der Pilz ist ein Endoparasit des Süßgrases Paspalum microstachyum. Symptome des Befalls durch die Art sind Rostflecken und Pusteln auf den Blattoberflächen der Wirtspflanzen. Sie ist ein Endemit Venezuelas.

## Merkmale

### Makroskopische Merkmale
Puccinia araguata ist mit bloßem Auge nur anhand der auf der Oberfläche des Wirtes hervortretenden Sporenlager zu erkennen. Sie wachsen in Nestern, die als gelbliche bis braune Flecken und Pusteln auf den Blattoberflächen erscheinen.

### Mikroskopische Merkmale
Das Myzel von Puccinia araguata wächst wie bei allen Puccinia-Arten interzellulär und bildet Saugfäden, die in das Speichergewebe des Wirtes wachsen. Aecien oder Spermogonien der Art sind nicht bekannt. Die hell zimtbraunen Uredien der Art wachsen beidseitig auf den Blättern der Wirtspflanzen. Ihre goldbraunen Uredosporen sind ellipsoid bis eiförmig, 27–31 × 19–21 µm groß und fein stachelwarzig. Die oberseitig wachsenden Telien der Art sind schwarzbraun und früh unbedeckt. Die goldenen bis hell haselnussbraunen Teliosporen sind zweizellig, in der Regel breit bis länglich keulenförmig und 44–51 × 24–27 µm groß. Ihre Stiele sind farblos und kurz.

## Verbreitung
Das bekannte Verbreitungsgebiet von Puccinia araguata umfasst lediglich Venezuela.

## Ökologie
Die Wirtspflanze von Puccinia araguata ist Paspalum microstachyum. Der Pilz ernährt sich von den im Speichergewebe der Pflanzen vorhandenen Nährstoffen, seine Sporenlager brechen später durch die Blattoberfläche und setzen Sporen frei. Die Art verfügt über einen Entwicklungszyklus, von dem bislang lediglich Telien und Uredien sowie deren Wirt bekannt sind; Spermogonien und Aecien konnten dem Pilz nicht zugeordnet werden.